# Hylyphantes
Hylyphantes is een geslacht van spinnen uit de familie hangmatspinnen (Linyphiidae).

## Soorten
De volgende soorten zijn bij het geslacht ingedeeld:
- Hylyphantes birmanicus (Thorell, 1895)
- Hylyphantes geniculatus (Tu & Li, 2003)
- Hylyphantes graminicola (Sundevall, 1830)
- Hylyphantes nigritus (Simon, 1881)
- Hylyphantes spirellus (Tu & Li, 2005)
- Hylyphantes tanikawai (Ono & Saito, 2001)